# 家路 (2014年の映画)
『家路』（いえじ）は、2014年の日本映画。久保田直は本作で映画監督デビューし、新藤兼人賞・金賞を受賞。第64回ベルリン国際映画祭パノラマ部門正式出品作品。

## キャスト
- 沢田次郎：松山ケンイチ
- 沢田総一：内野聖陽
- 沢田登美子：田中裕子
- 沢田美佐：安藤サクラ
- 北村忠司（次郎の同級生）：山中崇
- 昭太郎（総一の友人）：田中要次
- 沢田菜穂（総一の娘）：志村美空
- 飯島伸明（総一の友人）：光石研
- 山辺（福島県警署員）：大河内浩
- 沢田千蔵（次郎と総一の父）：石橋蓮司

## スタッフ
- 監督・編集：久保田直
- 脚本：青木研次
- プロデューサー：青木竹彦、定井勇二、毛利匡
- アソシエイトプロデューサー：田口聖
- ラインプロデューサー：渡辺栄二
- 企画協力：是枝裕和、諏訪敦彦
- 撮影：板倉陽子
- 照明：杉本周士
- 録音：森英司
- 美術：三ツ松けいこ
- 音楽：加古隆
- 主題歌：Salyu「アイニユケル」
- 配給：ビターズ・エンド
- 企画・制作プロダクション：ソリッドジャム
- 製作：『家路』製作委員会（WOWOW、ポニーキャニオン、ホリプロ、ビターズ・エンド、いまじん、ハートス、レスパスビジョン、ソリッドジャム）